# لو بروك (الألب الجبلية)
لو بروك (بالفرنسية: Le Broc)‏ هي بلدية فرنسية تقع في إقليم الألب البحرية من منطقة بروفنس ألب كوت دازور في جنوب شرق فرنسا. تبلغ مساحة هذه المدينة 18.65 (كم²)، وترتفع عن سطح البحر 450 م، يبلغ عدد سكانها 1301 نسمة حسب إحصاء المعهد الوطني للإحصاء والدراسات الاقتصادية سنة 2009 م. وترأس Emile Tornatore البلدية خلال فترة (2001-2008).

## وصلات خارجية
- صفحة البلدية على موقع المعهد الوطني للإحصاء والدراسات الاقتصادية